# Montpedrós (Conca de Dalt)
El Montpedrós és una muntanya de 1.614,2 metres del terme actual de Conca de Dalt, pertanyent a l'antic municipi d'Hortoneda de la Conca.
Està situada a l'est i lleugerament al nord d'Hortoneda, just al nord d'on hi havia hagut la caseria de bordes de Segan. Forma part del Roc de Montpedrós, i el seu vessant oriental és el Roc de Sant Cristòfol. Al seu vessant sud-est, a la carena principal, hi ha l'església romànica de Sant Cristòfol. En el seu vessant sud-occidental hi ha la Solana de Montpedrós i al nord-occidental, l'Obaga de Montpedrós i, més lluny, tota la zona de Senllí.